# Article 20 de la Charte canadienne des droits et libertés
L'article 20 de la Charte canadienne des droits et libertés est un des articles de la Charte des droits de la Constitution du Canada qui établit des droits relatifs aux deux langues officielles du Canada, l'anglais et le français. De même que l'article 16, l'article 20 est l'un des rares articles sous la rubrique Langues officielles du Canada qui garantit le droit au bilinguisme en dehors du Parlement, des législatures et des tribunaux. Ceci rend des droits plus larges que ceux consentis par la Loi constitutionnelle de 1867. La fonction spécifique de l'article 20 est d'établir le droit de recevoir en français ou en anglais des services des gouvernements du Canada et du Nouveau-Brunswick.

## Texte
« 20. (1) Le public a, au Canada, droit à l'emploi du français ou de l'anglais pour communiquer avec le siège ou l'administration centrale des institutions du Parlement ou du gouvernement du Canada ou pour en recevoir les services; il a le même droit à l'égard de tout autre bureau de ces institutions là où, selon le cas :
a) l'emploi du français ou de l'anglais fait l'objet d'une demande importante;
b) l'emploi du français et de l'anglais se justifie par la vocation du bureau.
(2) Le public a, au Nouveau-Brunswick, droit à l'emploi du français ou de l'anglais pour communiquer avec tout bureau des institutions de la législature ou du gouvernement ou pour en recevoir les services. »

— Article 20 de la Charte canadienne des droits et libertés